# Cuzieu (Loira)
 Cuzieu  es una población y comuna francesa, situada en la región de Auvernia-Ródano-Alpes, departamento de Loira, en el distrito de Montbrison y cantón de Saint-Galmier.

## Demografía
| 300 | 397 | 345 | 577 | 573 | 545 | 613 | 607 | 607 | 609 | 629 | 611 | 612 | 645 | 668 | 670 | 706 | 684 | 676 | 632 | 558 | 562 | 536 | 511 | 553 | 503 | 524 | 466 | 585 | 712 | 1 155 | 1 389 |
| Para los censos de 1962 a 1999 la población legal corresponde a la población sin duplicidades (Fuente: INSEE [Consultar]) |     |     |     |     |     |     |     |     |     |     |     |     |     |     |     |     |     |     |     |     |     |     |     |     |     |     |     |     |     |       |       |